# Rocío López Gorosave
Rocío López Gorosave (Ensenada, Baja California, 18 de noviembre de 1962) es una política mexicana, anterior miembro del Partido del Trabajo (PT) y del Partido de la Revolución Democrática (PRD), y actual del partido Movimiento Regeneración Nacional (Morena). Es diputado federal para el periodo de 2024 a 2027.

## Biografía
Es licenciada en Biología egresada de la Universidad Autónoma de Baja California (UABC). Inicialmente miembro del PT a partir de 2004, año en el que ese elegida regidora del ayuntamiento de Ensenada presidido por César Mancillas Amador, concluyendo su cargo en 2007. De 2011 a 2012 fue directora de Fomento Económico del mismo ayuntamiento, en la administración de Enrique Pelayo Torres, y de 2014 a 2016 fue oficial del Registro Civil en la misma ciudad de Ensenada.
En 2016 y luego de un conflicto con el dirigente de dicho partido Armando Reyes Ledesma, renunció a su militancia del PT y se unió al PRD, que la postuló ese en las elecciones de ese año a diputada por el Distriot 14 local. No logró el triunfo, que correspondió a la candidata de la coalición PRI-PVEM-PT-Nueva Alianza, pero pudo ser elegida por el principio de representación proporcional a la XXII Legislatura del Congreso del Estado de Baja California.
Ocupaba este cargo cuando el 9 de julio de 2019 votó junto a la mayoría de los diputados integrantes a favor de una reforma legal que ampliaba de dos a cinco años el periodo de gobierno del gobernador de Baja California Jaime Bonilla Valdez y que causó una crisis política de alcance nacional, cuando los líderes nacionales del PAN, PRD, PRI y Movimiento Ciudadano rechazaron la postura de sus diputado y anunciaron su expulsión, aunque Rocío López Gorosave anuncio previamente su renuncia al PRD y se declaró diputada independiente, y posteriormente se separó del cargo antes del término de la legislatura.
Tras este hecho se unió formalmente a Morena, y el 2 de noviembre de 2019 el gobernador Jaime Bonilla Valdes la nombró subsecretaria de Derechos Humanos de la secretaría general de Gobierno, cargo al que renunció el 4 de julio de 2021. El 1 de noviembre de 2021 Marina del Pilar Ávila Olmeda al asumir como gobernadora de Baja California, nombró a López Gorosave como oficial mayor del gobierno en su gabinete. Permaneció en dicho puesto hasta el 16 de noviembre de 2023 en que presentó su renuncia para buscar ser candidata de Morena a la presidencia municipal de Ensenada; candidatura que sin embargo no obtuvo, al ser elegida Claudia Agatón.
el 1 de junio de 2024, un día antes de las elecciones federales fue formalmente nombrada candidata de Morena a diputada federal por el Distrito 4 de Baja California, sustituyendo a la candiata a la reelección en dicho cargo, Irma Andazola Gómez, que había fallecido alrededor de nueve días antes, causando controversia por no haberse informado de dichi fallecimiento. Aunque su nombre no apareció en las boletas, donde permaneció en el de Andazola, recibió todos los votos que correspondieron, triunfando en la elección con el 60.95% de los votos, frente al 9.40% de su mas cercano competidor, el candidato del PT Sergio Martínez López.
Asumió el cargo para la LXVI Legislatura de 2024 a 2027, donde es secretaria de la comisión de Pesca; e integrente de las comisiones de Economía, Comercio y Competitividad; y, de Infraestructura.